# Ichthyoelephas longirostris
Ichthyoelephas longirostris är en fiskart som först beskrevs av Steindachner, 1879.  Ichthyoelephas longirostris ingår i släktet Ichthyoelephas och familjen Prochilodontidae. Inga underarter finns listade i Catalogue of Life.